# Щитники-черепашки
Щитники-черепашки (лат. Scutelleridae) — семейство клопов.

## Распространение
На территории Европы обитает 46 видов. В Северной Америке встречаются 37 видов из 16 родов.

## Описание
Это клопы средней величины (обычно 6—10 мм), имеющие овальное, обычно сильно выпуклое тело, с большим щитком, прикрывающим брюшко.

## Экология
Питаются растительностью, высасывая соки из листьев, семян и стеблей разной травянистой растительности, деревьев и кустарников; некоторые могут вредить зерновым культурам, например, вредная черепашка (Eurygaster integriceps). Встретить этих клопов можно на протяжении всего лета на полях, поросших кустарником местностях, на опушках лесов.

## Классификация
В мировой фауне 531 вид в 102 родах.

### Некоторые роды семейства
- Chrysocoris
- Coleotichus
- Eurygaster (в том числе вредная черепашка и маврский клоп)
- Irochrotus Amyot & Serville, 1843
- Odontotarsus
- Phimodera Germar, 1839
- Poecilocoris
- Psacasta
- Scutellera
- Sphaerocoris (Sphaerocoris annulus)
- Tetyra